# James Bradford DeLong
James Bradford "Brad" DeLong (24 de junio de 1960) es un historiador económico que es profesor de Economía en la Universidad de California, Berkeley. DeLong ha servido como Secretario General Adjunto del Departamento del Tesoro en la Administración de Clinton bajo Lawrence Summers. 
Es un activo bloguero, cuyo "Comprender la Realidad con Ambas Manos Invisibles" cubre asuntos políticos y económicos, así como su cobertura de los medios. Según la clasificación de los economistas por los Trabajos de Investigación en Economía, de 2016, DeLong es el 740 más influyente economista vivo.

## Educación y carrera
Se graduó summa cum laude de la Universidad de Harvard en 1982, seguido por un Magíster y Doctorado en Economía en 1985 y 1987, respectivamente, también de la Universidad de Harvard.
Después de obtener su Doctorado, enseñó economía en el MIT, la Universidad de Boston y la Universidad de Harvard, de 1987 a 1993. Era compañero de John M. Olin en la Oficina Nacional de Investigación Económica en 1991-1992.
Se unió a la Universidad de Berkeley como profesor asociado en 1993. De abril de 1993 a mayo de 1995, se desempeñó como Asistente del Secretario de Política Económica en el Departamento del Tesoro en Washington D. C. Como funcionario en el Departamento del Tesoro, en la administración Clinton, trabajó en 1993 en el presupuesto federal, en el intento fracasado de la reforma de salud, en otras políticas, y en varios asuntos de comercio, incluyendo la Ronda de Uruguay, el Acuerdo General sobre Aranceles Aduaneros y Comercio y el Acuerdo Norteamericano de Libre Comercio. Se convirtió en profesor de Berkeley en 1997 y ha estado allí desde entonces.
Ha sido un asociado de investigación de la Oficina Nacional de Investigación Económica (NBER), consejero académico en el Banco de la Reserva Federal de San Francisco, y un Alfred P. Sloan, Becario de Investigación.
Junto con Joseph Stiglitz y Aarón Edlin, DeLong es coeditor de The Economists' Voice, y ha sido coeditor de la muy leída Revista de Perspectivas Económicas. Él es también el autor de un libro de texto, Macroeconomía, que en la segunda edición, ha redactado con Martha Olney. Escribe una columna mensual para Project Syndicate.
DeLong vive en Berkeley, California, con su esposa Ann Marie Marciarille, profesora de derecho en la Universidad de Misuri en Kansas City.

## Puntos de vista políticos
DeLong se considera a sí mismo un neoliberal partidario del libre comercio. Ha citado a Adam Smith, John Maynard Keynes, Andrei Shleifer, Milton Friedman, y Lawrence Summers (con quien es coautor de numerosos trabajos) como los economistas que han tenido la mayor influencia en sus puntos de vista.
En 1990 y 1991, DeLong y Lawrence Summers escribieron dos trabajos teóricos que iban a ser fundamentos teóricos para la desregulación financiera que pusieron en marcha cuando Summers era el Secretario del Tesoro bajo Bill Clinton. 
En marzo de 2008, DeLong apoyó a Barack Obama como el candidato del Partido Demócrata para la presidencia.
DeLong ha sido crítico de su colega de Berkeley, John Yoo, un profesor de derecho que trabajó en la Oficina de Asesoría Jurídica bajo la presidencia de George W. Bush. Yoo autor de los memorandos sobre la tortura para autorizar a la administración Bush el uso de la tortura durante la guerra contra el terrorismo, y la elaboración de la teoría de ejecución unitaria. DeLong escribió una carta al Canciller de Berkely, Robert Birgeneau pidiendo la destitución de Yoo en febrero de 2009.
DeLong mantiene un blog de comentario político, "Brad DeLong's Egregious Moderation", y ha contribuido a Shrillblog, un blog crítico con el Partido Republicano y el gobierno de Bush. El blog se originó en una conversación entre DeLong, Tyler Cowen, y Andrew Northrup con respecto al uso del término "agudo" como una crítica en el New York Times del columnista y compañero académico economista, Paul Krugman.
Según la página web de su facultad, sus intereses de investigación incluyen "comparativas de la revolución digital y las revoluciones industriales, las finanzas y el control de las empresas; el crecimiento económico; el ascenso y la caída de la democracia social; el largo plazo en la historia económica; la economía política, la monetaria y la política fiscal; la crisis financiera y la macroeconomía del siglo XX; el comportamiento financiero; historia del pensamiento económico; el ascenso de occidente y las causas de la Gran Depresión".

## Publicaciones
- "Noise Trader Risk in Financial Markets" (Journal of Political Economy, 1990; co-authored with Andrei Shleifer, Lawrence Summers, and Robert Waldmann)
- "Equipment Investment and Economic Growth" (Quarterly Journal of Economics, May 1991; co-authored with Lawrence Summers)
- "In Defense of Mexico's Rescue" (Foreign Affairs, 1996; co-authored with Christopher DeLong and Sherman Robinson)
- "Princes and Merchants: European City Growth before the Industrial Revolution" (Journal of Law and Economics 1993; co-authored with Andrei Shleifer)
- "The Marshall Plan: History's Most Successful Structural Adjustment Programme" (in R. Dornbusch et al., eds., Postwar Economic Reconstruction and Lessons for the East, Cambridge: M.I.T., 1993; co-authored with Barry Eichengreen)
- "Between Meltdown and Moral Hazard: The International Monetary and Financial Policy of the Clinton Administration" (co-authored with Barry J. Eichengreen)
- "Review of Robert Skidelsky (2000), John Maynard Keynes, volume 3, Fighting for Britain" (Journal of Economic Literature, 2002)
- "The Triumph of Monetarism?" (Journal of Economic Perspectives, 2000)
- "Asset Returns and Economic Growth" (Brookings Papers on Economic Activity, 2005; co-authored with Dean Baker and Paul Krugman)
- "Productivity Growth in the 2000s" (enlace roto disponible en Internet Archive; véase el historial, la primera versión y la última). (NBER Macroeconomics Annual 2003)
- "The New Economy: Background, Questions, Speculations" (Economic Policies for the Information Age, 2002; co-authored with Lawrence Summers)
- "Speculative Microeconomics for Tomorrow's Economy" (First Monday, 2000; co-authored with Michael Froomkin)
- "America's Peacetime Inflation" (in Reducing Inflation, 1998)[17]
- "Keynesianism Pennsylvania-Avenue Style" (Journal of Economic Perspectives, 1996)
- "Productivity and Machinery Investment: A Long-Run Look, 1870-1980" (Journal of Economic History, June 1992)
- "The Stock Market Bubble of 1929: Evidence from Closed-End Funds" (Journal of Economic History, September 1991; co-authored with Andrei Shleifer)